# H.266/VVC
H.266, znany również jako Versatile Video Coding (VVC), ISO/IEC 23090-3, MPEG-I część 3 – własnościowy standard kompresji wideo sfinalizowany 6 lipca 2020 r. przez Wspólny Zespół Ekspertów ds. Wideo (JVET) grupy roboczej VCE grupy studyjnej 16 ITU-T i grupy roboczej MPEG ISO/IEC JTC 1/SC 29.
Jest następcą standardu High Efficiency Video Coding (HEVC, znanego również jako ITU-T H.265 i MPEG-H Part 2). 
Został opracowany z dwoma głównymi celami – ulepszona wydajność kompresji i obsługa bardzo szerokiej gamy aplikacji.